# چشم‌بندی (رمان)
چشم‌بندی  رمانی جنایی، اثر آگاتا کریستی است. این رمان در فارسی با نام چشم‌بندی ترجمه شده‌است. عنوان‌های اصلی انگلیسی آن «Murder with Mirrors» (قتل با آینه) و «They Do It with Mirrors» (با آیینه این کار می‌کنند) است.
این کتاب که از مجموعه داستان‌های خانم مارپل می‌باشد در سال ۱۹۵۲ در آمریکا توسط انتشارات داد، مید اند کمپانی و در ۱۷ نوامبر همان سال در بریتانیا توسط انتشارات کولینز کرایم کلوب به چاپ رسیده‌است.
قیمت کتاب در بریتانیا ۱۰ شلینگ و شش پنسی و در آمریکا ۲٫۵ دلار بوده‌است.

## داستان
خانم مارپل دوست قدیمی اش روت را ملاقات می‌کند و تصمیم می‌گیرد به دیدار خواهر روت (که او نیز دوست خانم مارپل است) برود.
در زمین‌های بزرگ آنجا یک مدرسه اصلاح برای جوانان بزهکار وجود دارد که مؤسس آنجا خواهر روت یعنی کَری لوئیز است.
در خانه کری لوئیز، خانم مارپل با شوهر سوم کری، یعنی لوئیس، دخترخوانده کری، یعنی جینا، دختر واقعی کری، یعنی میلدرِد، خدمتکار آنجا، پسر کری از شوهر دومش و شوهر جینا دیدار می‌کند.
کمی بعد پسر کری از شوهر اولش به آنجا می‌آید و شب هنگام، به قتل می‌رسد.
همچنین سر و کله شوهر دوم کری نیز پیدا می‌شود و پس از مدتی او نیز کشته می‌شود.
خانم مارپل سرانجام قاتل را می‌یابد.